# Província da Silésia
```
   |-
       |
Erro:
:  
valor não especificado para "
nome_comum
"

   |-
       | 
Erro:
:  
valor não especificado para "
continente
"
```

A Província da Silésia (em alemão:  Provinz Schlesien; em polonês: Prowincja Śląska; em silesiano: Prowincyjŏ Ślōnskŏ) foi uma província da Prússia de 1815 a 1919. A região da Silésia fazia parte do reino prussiano desde 1740 e foi estabelecida como uma província oficial em 1815, em seguida, tornou-se parte do Império Alemão em 1871. Em 1919, como parte do Estado Livre da Prússia dentro de Weimar, Alemanha, a Silésia foi dividida nas províncias da Alta Silésia e da Baixa Silésia. A Silésia foi reunificada brevemente de 1 de abril de 1938 a 27 de janeiro de 1941 como uma província da Alemanha Nazista antes de ser dividida em Alta Silésia e Baixa Silésia.
Breslau (atual Wrocław, Polônia) era a capital da província.

## Geografia

Terra da Coroa da Silésia até 1742 (sombreada em ciano) e a Província da Silésia de 1815 (destacada em vermelho), sobreposta nas fronteiras internacionais modernas

O território em ambos os lados do rio Oder formava a parte sudeste do reino prussiano. Ele compreendia a maior parte das terras da antiga Coroa da Boêmia da Alta e Baixa Silésia, bem como o condado adjacente de Kladsko, que o rei prussiano Frederico, o Grande, conquistou da monarquia austríaca dos Habsburgos sob a Imperatriz Maria Teresa nas Guerras da Silésia do século XVIII. Além disso, incluía a parte nordeste da Alta Lusácia em torno de Görlitz e Lauban, cedida à Prússia pelo Reino da Saxônia de acordo com as resoluções do Congresso de Viena em 1815.
A província fazia fronteira com o coração prussiano de Brandemburgo (incluindo as terras recém-adquiridas da Baixa Lusácia) no noroeste, e com o Grão-Ducado da Posnânia (Província de Posen de 1848) no norte, ou seja, as terras da Grande Polônia que antes das Partições da Polônia do século XVIII pertenceram à Comunidade Polaco-Lituana. No nordeste, a Alta Silésia fazia fronteira com o restante do Congresso da Polônia, a partição russa que foi incorporada como Terra do Vístula em 1867. No leste estava a parte austríaca, a Pequena Polônia Reino da Galícia e Lodoméria com a Cidade Livre de Cracóvia (até 1846), e no sul as terras da coroa boêmia remanescentes da Silésia Austríaca, Morávia e Boêmia propriamente dita. A faixa de terra da Alta Lusácia incorporada no oeste tocou o território remanescente do reino saxão.